# 加夫列尔·埃尔南德斯
加夫列尔·埃尔南德斯（西班牙語：Gabriel Hernández，1975年1月2日—），西班牙男子水球运动员。他曾代表西班牙参加2000年和2004年夏季奥林匹克运动会水球比赛，分别获得第四名和第六名。